# Parole in libertà (futurismo)
(Guglielmo Jannelli, Vocale-ambiente in libertà, da «La Balza», Messina, 10 aprile 1915)
Parole in libertà o Paroliberismo è uno stile letterario introdotto dal Futurismo in cui le parole che compongono il testo non hanno alcun legame sintattico-grammaticale fra loro e non sono organizzate in frasi e periodi. Si utilizzano segni matematici, simboli musicali, parole composte, verbi all'infinito, caratteri tipografici, vengono aboliti gli avverbi e gli aggettivi e infine si cercano analogie tra le parole. I principi e le regole di questa tecnica letteraria sono state individuate e scritte da Marinetti nel Manifesto tecnico della letteratura futurista dell'11 maggio 1912 e riprese anche nel successivo Distruzione della sintassi/Immaginazione senza fili/Parole in libertà dell'11 maggio 1913.
«Ora supponete che un amico vostro dotato di questa facoltà lirica si trovi in una zona di vita intensa (rivoluzione, guerra, naufragio, terremoto ecc.) e venga, immediatamente dopo, a narrarvi le impressioni avute. Sapete che cosa farà istintivamente questo vostro amico lirico e commosso? ...
Egli comincerà col distruggere brutalmente la sintassi nel parlare. Non perderà tempo a costruire i periodi. S'infischierà della punteggiatura e dell'aggettivazione. Disprezzerà cesellature e sfumature di linguaggio, e in fretta vi getterà affannosamente nei nervi le sue sensazioni visive, auditive, olfattive, secondo la loro corrente incalzante. L'irruenza del vapore-emozione farà saltare il tubo del periodo, le valvole della punteggiatura e i bulloni regolari dell'aggettivazione. Manate di parole essenziali senza alcun ordine convenzionale. Unica preoccupazione del narratore rendere tutte le vibrazioni del suo io». (Parole in libertà di Filippo Tommaso Marinetti in Distruzione della sintassi/Immaginazione senza fili/Parole in libertà). 
Un esempio di utilizzo di parole in libertà è dato dal libro Zang Tumb Tumb di Filippo Tommaso Marinetti.